# Capparis pranensis
Capparis pranensis là một loài thực vật có hoa trong họ Capparaceae. Loài này được (Pierre ex Gagnep.) M.Jacobs mô tả khoa học đầu tiên năm 1965.